# 艾達 (奧克拉荷馬州)
艾達（Ada, Oklahoma）位於美國奧克拉荷馬州龐托托克縣，是該縣的縣治，人口16,481人。艾達是北美原住民奇克索人的主要定居點之一。